# Cyathea bullata
Cyathea bullata là một loài thực vật có mạch trong họ Cyatheaceae. Loài này được (Baker) Rakotondr. mô tả khoa học đầu tiên năm 1988.